# 莱比锡巴赫档案馆
莱比锡巴赫档案馆（Bach-Archiv Leipzig）是德国莱比锡一所研究和记录巴赫的生平及作品的机构。

## 历史
档案馆是在1950年约翰·塞巴斯蒂安·巴赫逝世200周年由Werner Neumann创立的。 新机构成立的目的是将与巴赫相关的所有手稿和历史文献集中归档，同时建立一个巴赫研究中心。 
如今，该档案馆是全世界巴赫研究的中心。 它拥有一个巴赫主题的特殊图书馆。 该档案还包含巴赫作品的手稿和特殊选集。
除了研究任务外，巴赫档案馆还通过巴赫博物馆以及组织国际活动，特别是一年一度的莱比锡巴赫音乐节和国际约翰塞巴斯蒂安巴赫竞赛来向公众开放。 
该档案馆位于圣多马教堂的对面历史建筑恶魔屋内。1985年它从其创始地戈里斯宫殿搬迁而来。 巴赫档案馆是德国国家文化机构会议的成员。 

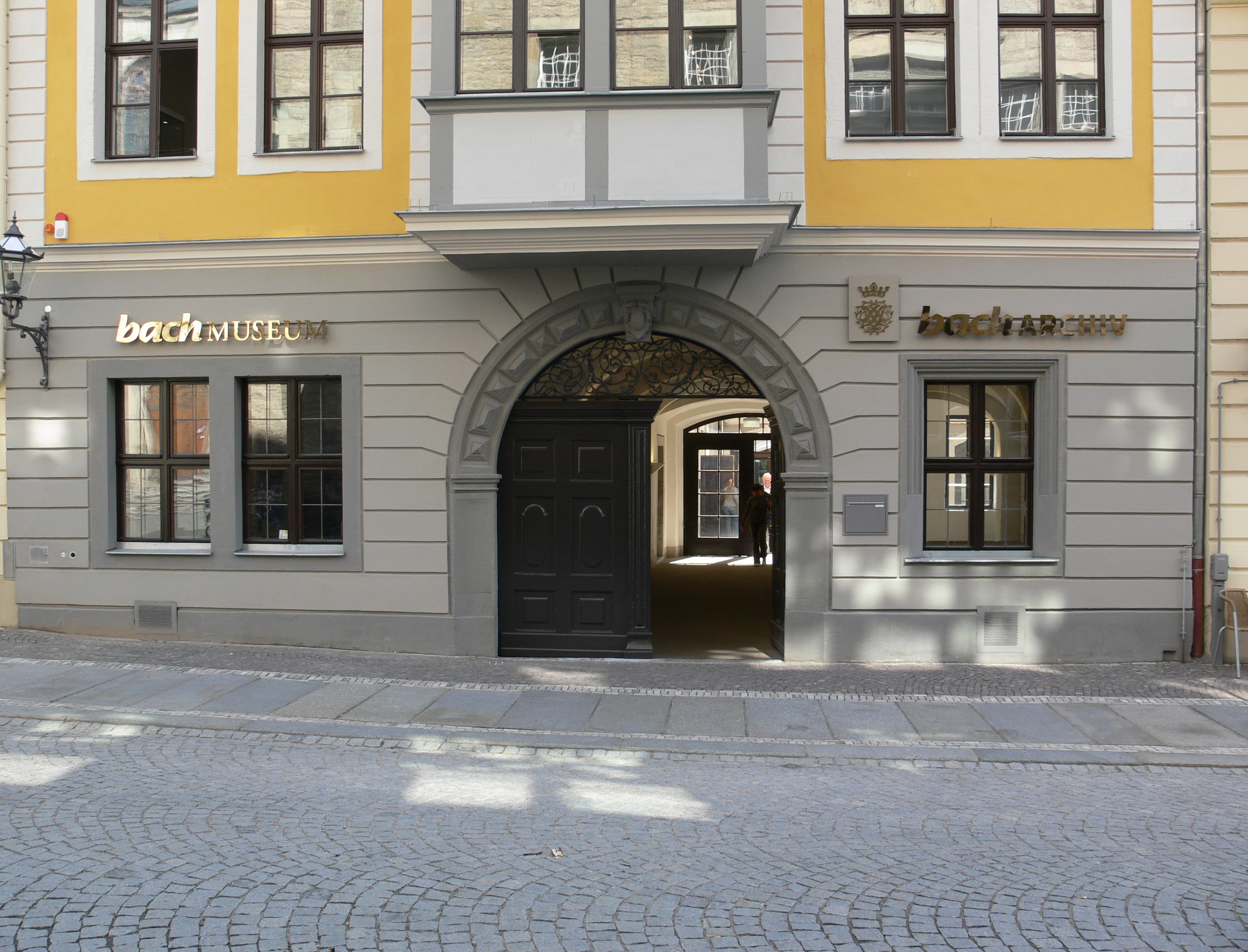
Leipzig Bach-Museum Bach-Archiv 2

档案馆与莱比锡巴赫博物馆位于同一建筑群内。 两馆以及其入口区在2008年至2010年期间依据现代藏品安全标准及教育知识进行了翻新和扩建，2010年3月完工。 
巴赫档案馆被列入2001年出版的德国蓝皮书 。 该蓝皮书列出了东德重要的文化机构，至今已包含23个被称为文化灯塔的机构 。 
自2008年11月23日起，该档案馆成为莱比锡大学的官方分支机构 。 
自2015年6月以来，巴赫档案馆收藏了由画家伊莱亚斯·戈特洛布·豪斯曼（EliasGottlobHaußmann）所画的第二张保存完好的巴赫画像。这幅1748年的画由美国巴赫研究员和收藏家William H. Scheide通过遗嘱转让给档案馆。
巴赫档案馆是音乐城市莱比锡的“音乐之路”的一站。

## 负责人
- 1950–1973: Werner Neumann
- 1974–1979: Hans-Joachim Schulze
- 1979–1991: Werner Felix[5]
- 1992–2000: Hans-Joachim Schulze
- 2001–2013: Christoph Wolff（英语：Christoph Wolff）[6]
- 2014起: Peter Wollny

## 网页链接
- Webpräsenz des Bach-Archivs Leipzig
- YouTube上的莱比锡巴赫档案馆頻道

51°20′19″N 12°22′20″E / 51.33865°N 12.37226°E